# Luis de Córdova y Córdova
Luis de Córdova i Córdova (Sevilla, 8 de febrer de 1706 - Sant Fernando (Cadis), 29 de juliol de 1796) va ser un marí i militar espanyol, 2n. Capità General de la Real Armada Espanyola.

## Biografia

### Joventut
Fill de Juan de Córdova Lasso de la Vega i Puente Verastegui, marí i cavaller de l'Ordre de Calatrava, i de Clemència de Córdova-Lasso de la Vega i Ventimiglia, filla del I Marquès del Gual del Maestre. Va ser batejat en la parròquia de San Miguel, a Sevilla, el 12 de febrer de 1706. Des de molt jove va sentir inclinació per la mar: als 11 anys va començar la seva vida marinera acompanyant al seu pare, capità de navili, i poc abans dels 13 ja havia realitzat dos viatges a Amèrica.
Entrar com a guardiamarina en la companyia del departament de Cadis, l'any 1721, i a l'any 1723 va ascendir a alferes de fragata. Va servir de manera brillant en els primers graus de l'escalafó, prestant serveis en navegacions, comissions i accions de guerra que van merèixer l'aprovació dels seus superiors i l'estima del rei Felipe V.
En 1730 va ser triat per escortar a l'infant Carles de Borbó en el seu viatge a Itàlia. Va ascendir a alferes de navili en 1731 i a tinent de fragata el 1731-1732, any en què va participar de la presa d'Orà. Dos anys més tard ho faria en la reconquesta de Nàpols i Sicília.

### L'ordre de Calatrava
En 1735 va ascendir a tinent de navili i a l'agost de 1740 a capità de fragata. Aquest mateix any va prendre part en les lluites contra els pirates algerians en el Mediterrani. Va ser nomenat capità de navili en 1747, i al comandament del navili Amèrica, en unió amb el Drac (tots dos de 60 canons), a les ordres de Pedro Fitz-James Stuart (després marquès de Sant Leonardo), van travar combat prop del cap de Sant Vicent contra els navilis algerians Danzik (60 canons) i Castell Nou (54), el primer capitana d'Alger. El Castell Nou es va retirar a les primeres descàrregues, però el Danzik va seguir combatent prop de 30 hores a l'espai de quatre dies, fins a perdre la meitat de la seva dotació. Fet un sedàs va arriar la seva bandera i va caldre cremar-ho al no poder-se utilitzar. Es van rescatar cinquanta captius cristians. Per aquesta acció va concedir el rei Fernando VI a Còrdova una encomana de l'Ordre de Calatrava.

### Amèrica i Anglaterra

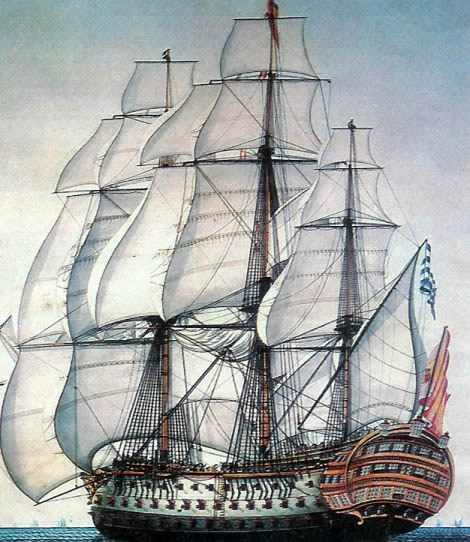
Santíssima Trinitat.

Més endavant va prendre part en l'escorta de diversos combois de la Carrera d'Índies, i en el període 1754-1758 va tenir unes destacades actuacions en les quals va combatre el contraban a Cartagena d'Índies. Al no existir en aquells dies el grau de brigadier, que es va crear en 1773, va ascendir directament a cap d'esquadra el 13 de juliol de 1760.
Va prendre llavors el comandament d'una esquadra amb la qual va efectuar múltiples navegacions, sobretot per aigües d'Amèrica del Nord, i amb la qual va participar en diverses comissions, com la parada de gala realitzada en 1765 en aigües de Cartagena per festejar diversos esdeveniments. Va finalitzar el comandament d'aquesta esquadra a la seva tornada a Cadis al març de 1774, i al desembre d'aquest mateix any va ascendir a tinent general, als 68 anys.
Aliada Espanya amb França pels pactes de família, en plena guerra d'independència nord-americana Luis de Córdova va ser nomenat comandant d'una esquadra espanyola, que es va unir a l'esquadra francesa de Orvilliers quan al juny de 1779 va ser declarada la guerra a Anglaterra. L'esquadra combinada franc-espanyola, en la qual s'explicaven 68 navilis -dels quals l'espanyol Santíssima Trinitat portava la insígnia de Córdova-, va entrar al Canal de la Manxa per intentar la invasió de les Illes Britàniques a l'agost de 1779. Els bucs anglesos es van refugiar en els seus ports, causant el col·lapse del comerç britànic, i va ser capturat el navili anglès Ardent, de 74 canons, que va quedar ressagat.

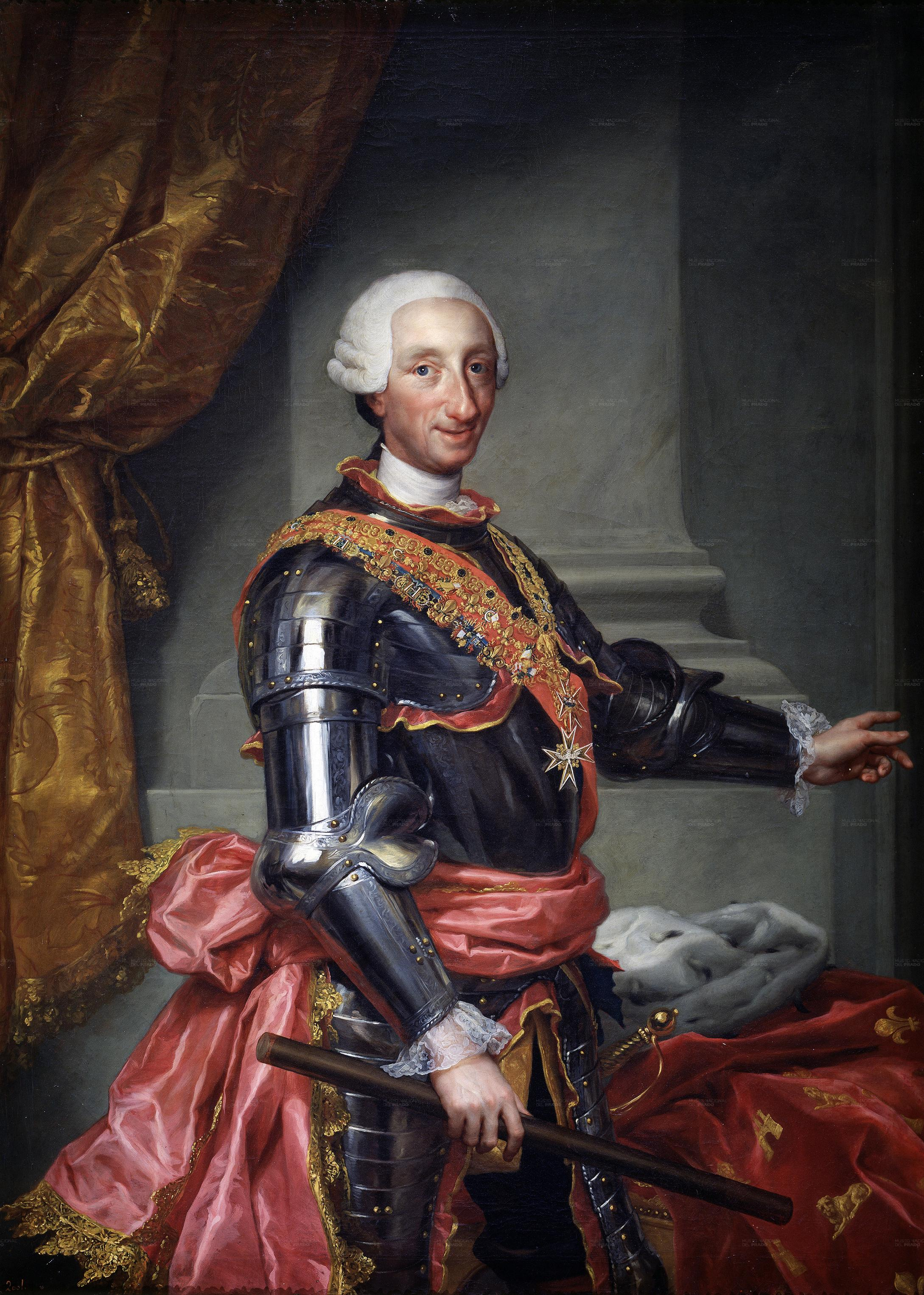
El rei Carlos III.

Per aquesta campanya meritòria va rebre Córdova com a obsequi del rei Luis XVI de França una caixa d'or ricament guarnida de brillants amb l'expressiva dedicatòria "Luis a Luis". Per la seva banda, el rei d'Espanya li va concedir la Gran Creu de Carlos III, per aquella època la més valuosa distinció.

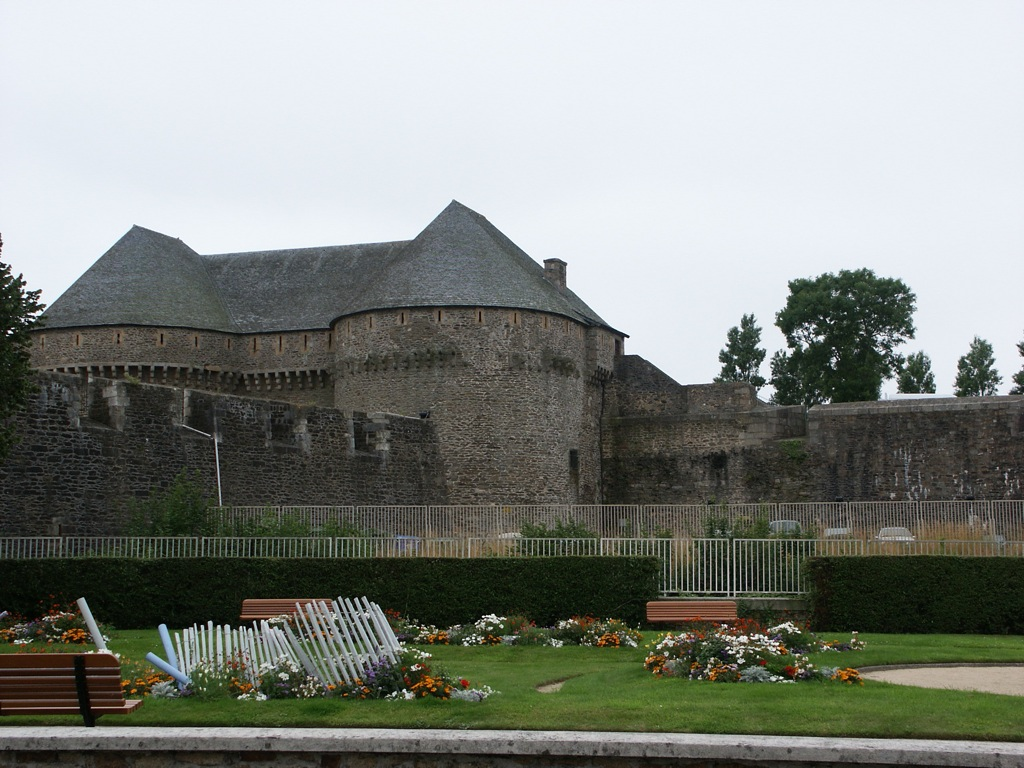
Castillo de Brest

Els fruits d'aquesta campanya van ser escassos, ja que van sorgir diferències d'opinió entre el comandament francès i l'espanyol. El primer volia costi el que costi destruir primerament l'esquadra enemiga, per després efectuar el desembarcament projectat en la Gran Bretanya. L'espanyol advocava per realitzar immediatament el desembarcament, basant-se en què l'esquadra enemiga no estava en condicions d'evitar-ho. Al final no va haver-hi desembarcament, i els fets van donar la raó als espanyols. Amb accions aïllades, els anglesos van entorpir les actuacions de la flota combinada i van aconseguir preparar-se per fer front a la situació, la qual cosa unit al mal temps, al escorbut i a una epidèmia de tifus que va afectar les dotacions, va fer desistir a l'esquadra aliada, que es va retirar a Brest.
El general francès, comte de Guichen, s'admirava que Córdova prengués certes precaucions de mal temps quan encara ho feia bé i, per contra, que manés suspendre-les quan encara s'estava en el que eren finals d'un temporal i a ells els semblava plena força d'ell. Va preguntar l'almirall francès a Mazarredo d'on provenia semblant previsió i el major general el va ensenyar els baròmetres marins que els bucs espanyols havien començat a usar quan encara no els tenien els aliats francesos.

### Director general de l'Armada
En aquella època, Luis de Córdova ja tenia 73 anys, i molts francesos opinaven que, si bé en el passat havia estat un bon oficial, ja era molt vell i li fallava el cap. Però Floridablanca, en una carta a Aranda datada el 27 de novembre de 1779, deia que li semblava que "el vell és més encoratjat i sofert que els senyorets de Brest", i afegia que cap dels seus detractors havia pogut avançar, millorar o rectificar cap dels seus plans d'acció. A causa d'això, el 7 de febrer de 1780 va ser nomenat director general de l'Armada.
Manant Córdova la mateixa esquadra combinada i sobre el cap de Santa María, el 9 d'agost de 1780, amb 27 navilis al seu comandament, va capturar un ric comboi britànic de 57 fragates carregades per a l'exèrcit anglès a Amèrica del Nord i l'Índia, escortat per tres fragates de guerra que van passar a la Marina Real d'Espanya amb els noms de Colón, Santa Balbina i Santa Paula. Aquest cop logístic ha quedat com el major sofert en tota la història per la Royal Navy: va capturar un dels més grans i rics combois que va partir mai de Portsmouth. Còrdova va fer aquell dia 3.000 presoners de les dotacions, més 1.800 soldats de les companyies reals de les Índies Orientals i Occidentals, valuándose el botí capturat, de mercaderies i municions, en 1 milió de duros. Malgrat la persecució que va ser objecte per part de les forces navals enemigues, que constituïen la protecció més llunyana del comboi, va aconseguir conduir les seves preses a Cadis, la qual cosa va tenir gran ressò en la premsa de l'època i li va convertir en un heroi del moment.
En la campanya de 1781, així mateix al canal de la Manxa, va sofrir l'esquadra violents temporals sense experimentar alts i baixos i mals de consideració, gràcies a les encertades disposicions que va prendre el general Córdova secundat pel seu major general José de Mazarredo. En aquesta campanya també li va cabre l'èxit de capturar un altre comboi britànic de 24 vaixells i portar-ho a Brest.
En aquestes navegacions i combats va sobresortir la bona instrucció de les dotacions espanyoles, fruit dels desvetllaments del major general secundat eficaçment per Escó, en aquell temps ajudant de la majoria. Es començaven a sentir, abans que fossin publicades, els efectes del que havia de convertir-se després en les Ordenances de l'Armada, producte del laboriós treball i l'experiència d'aquests dos eminents marins.

### El bloqueig de Gibraltar

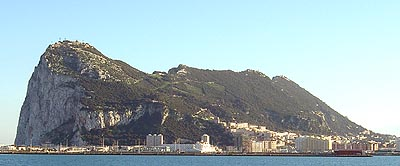
Gibraltar.

De retorn a Espanya, el 1782 va manar les forces navals combinades que s'havien reunit en la badia d'Algesires per bloquejar Gibraltar i intentar la seva presa. Va participar amb atacs directes a la plaça, en l'ocasió en què Antoni Barceló manava l'atac a curta distància, i després, quan va cessar es va produir l'atac de les bateries flotants, a les ordres del general Ventura Moreno, va recolzar amb el focs dels seus bucs d'aquest desgraciat atac per l'invent del francès d'Arçon. Quan van ser incendiades aquestes per les bales vermelles dels defensors, va enviar les seves embarcacions menors a apagar els focs i salvar a les dotacions. En els incendis i voladures d'aquestes pesades bateries, en teoria insumergibles i incombustibles, amb circulació d'aigua "com la sang pel cos humà", va haver-hi 338 morts, 638 ferits, 80 ofegats i 335 presoners. Però els efectes van ser superats en molt pel bombardeig de les llanxes canoneres inventades per Barceló, que ho feien efectiu.
Va continuar el bloqueig de Gibraltar, que era defensada pel governador Elliot. Els vaixells romanien en el mar i només prenien refugi a Algesires si feia mal temps. La situació de la plaça va arribar a ser molt dolenta, per la qual cosa els anglesos van decidir enviar un gran comboi, escortat per una força de 30 navilis al comandament de l'almirall Richard Howe. L'anglès va entrar en el ¨Mediterrani corrent un temporal del sud-oest i Córdova va sortir a la seva trobada, però Howe va aprofitar el temporal i va aconseguir introduir a la plaça els vaixells del comboi amb els tan anhelats recursos, sense que Córdova pogués evitar-ho. En el temporal es va perdre un navili espanyol, el San Miguel, llançat per la tempestat sota els mateixos murs de Gibraltar, i altres vaixells espanyols van sofrir moltes avaries.
Quan lord Howe tornava a l'Atlántico, Còrdova li va sortir de nou al pas i el 20 d'octubre de 1782 es va travar la batalla del cap Espartel. Els britànics van admirar "la manera de maniobrar dels espanyols, la seva ràpida línia de combat, la veloç col·locació del navili insígnia al centre de la força i l'oportunitat amb què va forçar la vés-la la rereguarda escurçant les distàncies".
Després de cinc hores de combat indecís, els 34 vaixells britànics, més ràpids que els 46 hispanofrancesos, van defugir continuar el combat. El colós espanyol, el navili Santíssima Trinitat, només va poder fer una descàrrega completa de totes les seves bateries.
Es va signar la pau amb la Gran Bretanya el 30 de gener de 1783, per la qual es restituïa a Espanya l'illa de Menorca i la Florida. El rei va premiar els serveis de Còrdova nomenant-lo director general de l'Armada el 7 de febrer de 1783 i poc després capità general. Córdova va arriar la seva insígnia de l'esquadra combinada l'1 de maig següent.
El 2 de juliol de 1786 va posar la primera pedra del Panteó de Marins Il·lustres de l'Illa de León (avui San Fernando), localitat en la qual va morir el 29 de juliol de 1786, als 90 anys, sent enterrat a l'església de San Francisco. En 1851 es va decretar el trasllat de les seves restes al Panteó de Marins Il·lustres, la qual cosa va tenir compliment en 1870.

## Descendència
Luis de Córdova i Córdova, casat amb María Andrea de Romay, va tenir un fill, Antonio de Córdova i Romay, que també va ingressar en l'Armada i va morir en 1782 després d'haver aconseguit el grau de brigadier.

## Altres honors

### Eponimia
- Cordova (Alaska): nomenada en 1790, per l'explorador espanyol Salvador Fidalgo.